# Mieres (parroquia)

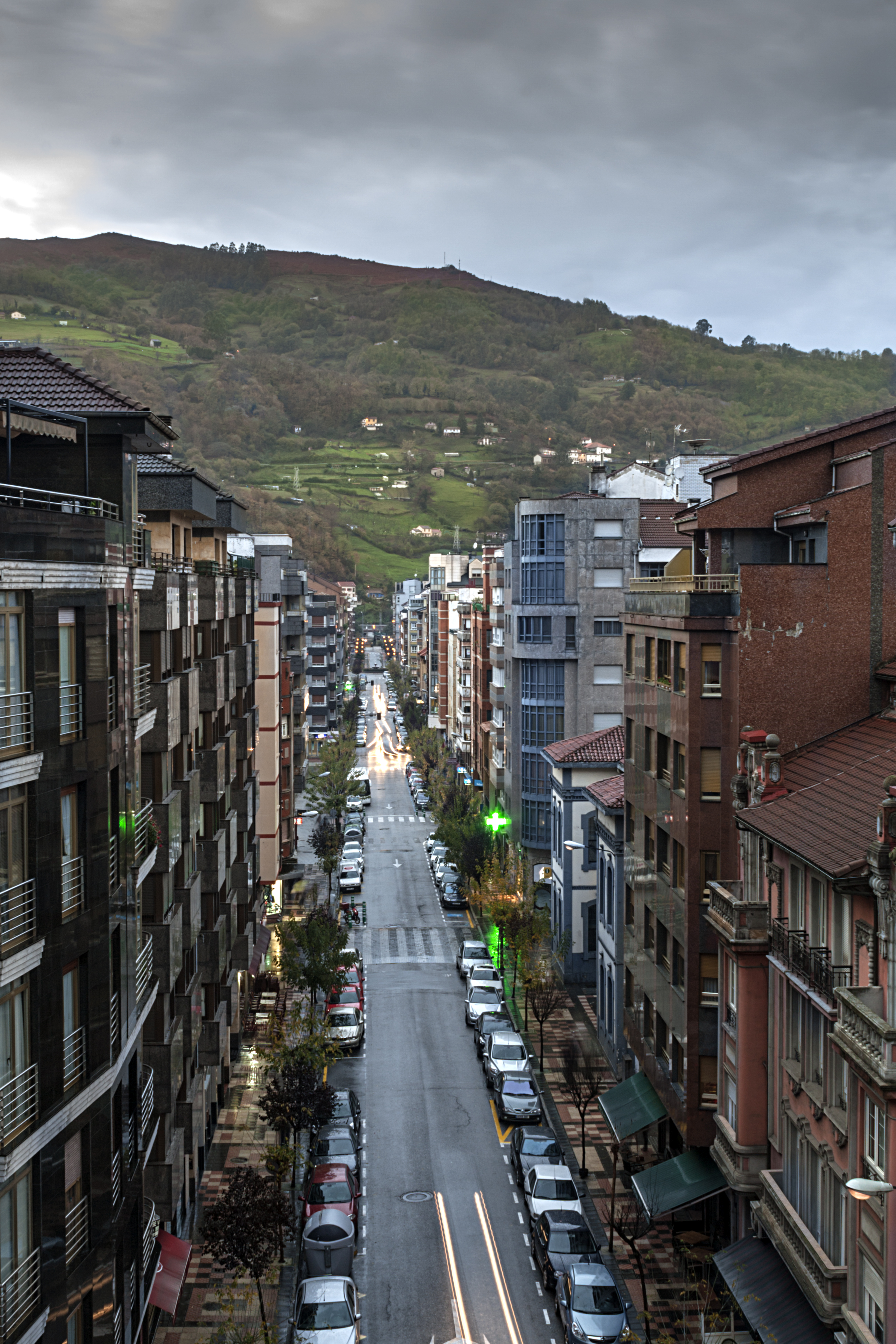
Calle Manuel Llaneza

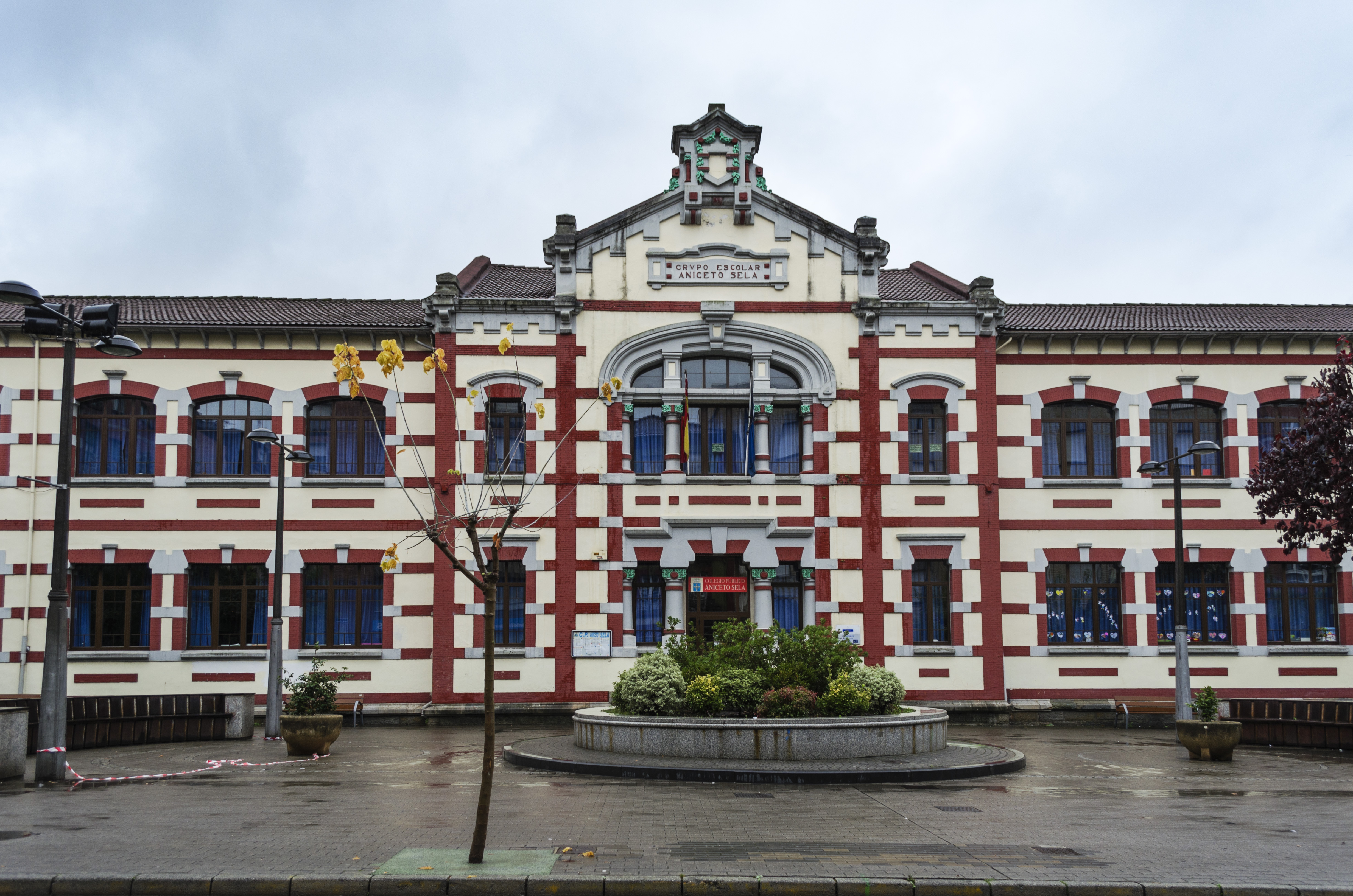
Liceo

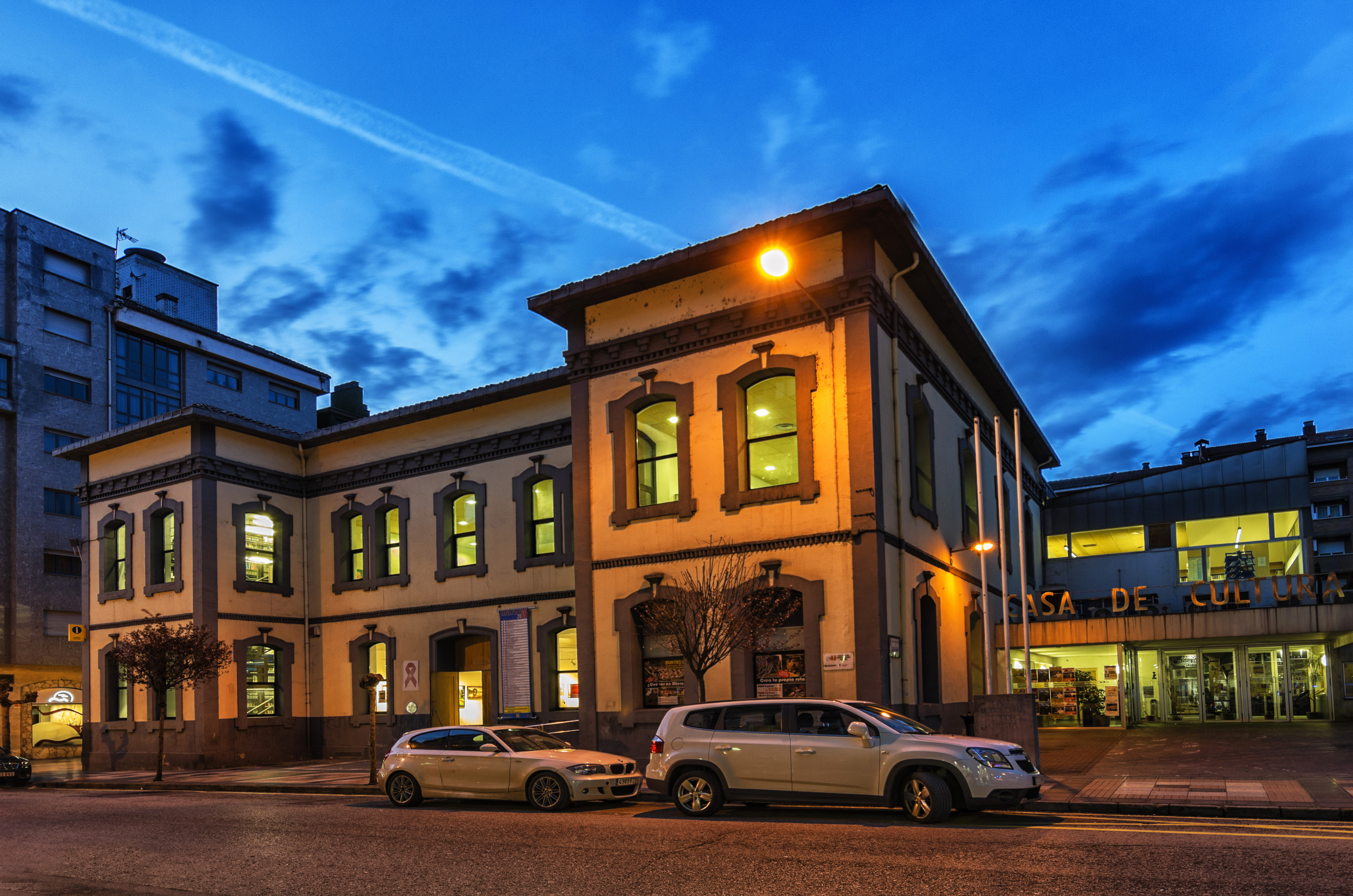
Antigua Escuela de Capataces (Casa de Cultura)

Mieres es la parroquia de mayor población del concejo de Mieres, Principado de Asturias, España. En el año 2022 tenía una población de 21 782 habitantes, en una extensión de 2,32 km².
La parroquia solo comprende la villa de Mieres o Mieres del Camino (oficialmente y en asturiano, Mieres del Camín), capital del concejo. La villa está situada a un altitud de 209 m y dista 20 km de Oviedo, la capital del Principado. Constituye la quinta población asturiana tras Gijón, Oviedo, Avilés, y Langreo.

## La villa
La villa de Mieres debe su nacimiento a la industria (minería y siderurgia) como poblado industrial para cubrir las necesidades de vivienda de los trabajadores (casos similares a Puerto de Sagunto y la vecina La Felguera). Es por ello que a mediados del siglo XIX se comienza a configurar la actual villa de Mieres uniendo pequeños caseríos rurales situados en la vega del río Caudal. Fruto de esto la planta de Mieres es ortogonal exceptuando los espacios preindustriales. Las vías de ferrocarriles mineros modulan también el crecimiento de la villa. Llegó a ser la tercera ciudad asturiana tras Gijón y Oviedo antes del crecimiento de Avilés gracias a Ensidesa.
En los años 70 se cierra y derriba la Fábrica de Mieres. Esto, unido a la progresiva decadencia de la minería del carbón, comienza a menguar la población de la villa hasta su cota demográfica actual. 
Hoy en día alberga uno de los campus de la Universidad de Oviedo, el Campus de Mieres, además de numerosos servicios como polideportivos, casa de cultura (antigua Escuela de Capataces), colegios, institutos, dos estaciones de ferrocarril (FEVE y RENFE) y estación de autobuses, siendo punto de parada de buses y trenes con destino Madrid. Las fiestas patronales tienen lugar durante la festividad de San Juan, siendo tradición engalanar las fuentes y bailar la Danza Prima alrededor de la Foguera en la plaza del Ayuntamiento. Los meses de abril celebra la Folixa na Primavera.
La villa es cruzada por el río Caudal y el río San Juan, y está en la base del Picu Xiana, donde se encuentra el puerto de montaña de Langlilu.

## Patrimonio
- Iglesia de San Juan
- Iglesia Nuestra Señora del Carmen
- Palacio de Camposagrado
- Mercado de Mieres
- Plaza del Requejo
- Parque Jovellanos
- Antigua Estación del Vasco
- Estación de Mieres-Puente
- Antigua Escuela de Capataces
- Pozo Barredo y Bocamina Mariana
- Liceo Mierense
- Casa Duró
- Chalés Teodoro Anasagasti
- Casa Consistorial
- Antiguo Café América
- Casa Rectoral
- Cine Esperanza
- Escuela de Aprendices de Fábrica (Actual Conservatorio)
- Colegio Santiago Apóstol
- Casa Sindical de Mieres
- Puente del Vasco
- Monumento Internacional al Mineru
- Monumento a Teodoro Cuesta
- Conjunto del Campus Universitario
- Capilla del Carmen de la Villa